# أوليفر سبنسر
أوليفر سبنسر (بالإنجليزية: Oliver Spencer)‏ هو ضابط أمريكي، ولد في 6 أكتوبر 1736 في إيست هادام في الولايات المتحدة، وتوفي في 22 يناير 1811 في Columbia Township, Hamilton County, Ohio ‏ في الولايات المتحدة.